# Johann Georg Vitzthum von Eckstedt
Johann (Hans) Georg Vitzthum von Eckstedt (* um 1585; † 4. Februar 1641 in Halberstadt) war Stiftspräsident und Hofrat des Bistums Halberstadt, Kanoniker am Naumburger Dom und anschließend Kanoniker am Dom zu Halberstadt sowie Propst der Liebfrauenkirche zu Halberstadt. Seit 1627 war er Besitzer des gräflich-mansfeldischen Amtes Voigtstedt mit dem dortigen Schloss. Ferner besaß er die Rittergüter Kannawurf, Welbsleben und Hackpfüffel (ab 1634) sowie Neu-Asseburg.

## Leben und Wirken
Er stammte aus dem Adelsgeschlecht Vitzthum von Eckstedt und war der älteste Sohn des Georg Vitzthum von Eckstedt auf Kannawurf. Sein jüngerer Bruder war der Obrist Christian Vitzthum von Eckstedt.
Bereits als unverehelichter junger Mann erhielt er 1604 in Naumburg (Saale) ein Domkanonikat mit Minorpräbende. Bereits drei Jahre später wurde ihm eine Majorpräbende übertragen und er 1611 zusätzlich als Kapitular angenommen. 1629 resignierte er auf seine Pfründe in Naumburg und zog nach Halberstadt. Dort wurde er Subsenior und Vizedominus der Halberstädter Bischofskirche, ebenfalls Propst der Liebfrauenkirche und Hofrat des Hochstifts Halberstadt. Zuletzt wurde er zum Stiftspräsaidenten ernannt.
Vitzthum von Eckstedt wird zu denjenigen evangelischen Domherren gezählt, die sich lange Zeit gegen die Aufnahme weiterer Katholiken in das Domkapitel Halberstadt einsetzten, aber sich dennoch nicht gegen die zusammen mit den katholischen Domherren 1628 durchgeführte Wahl des Erzherzogs Leopold Wilhelm von Österreich zum katholischen Bischof von Halberstadt wehrten.

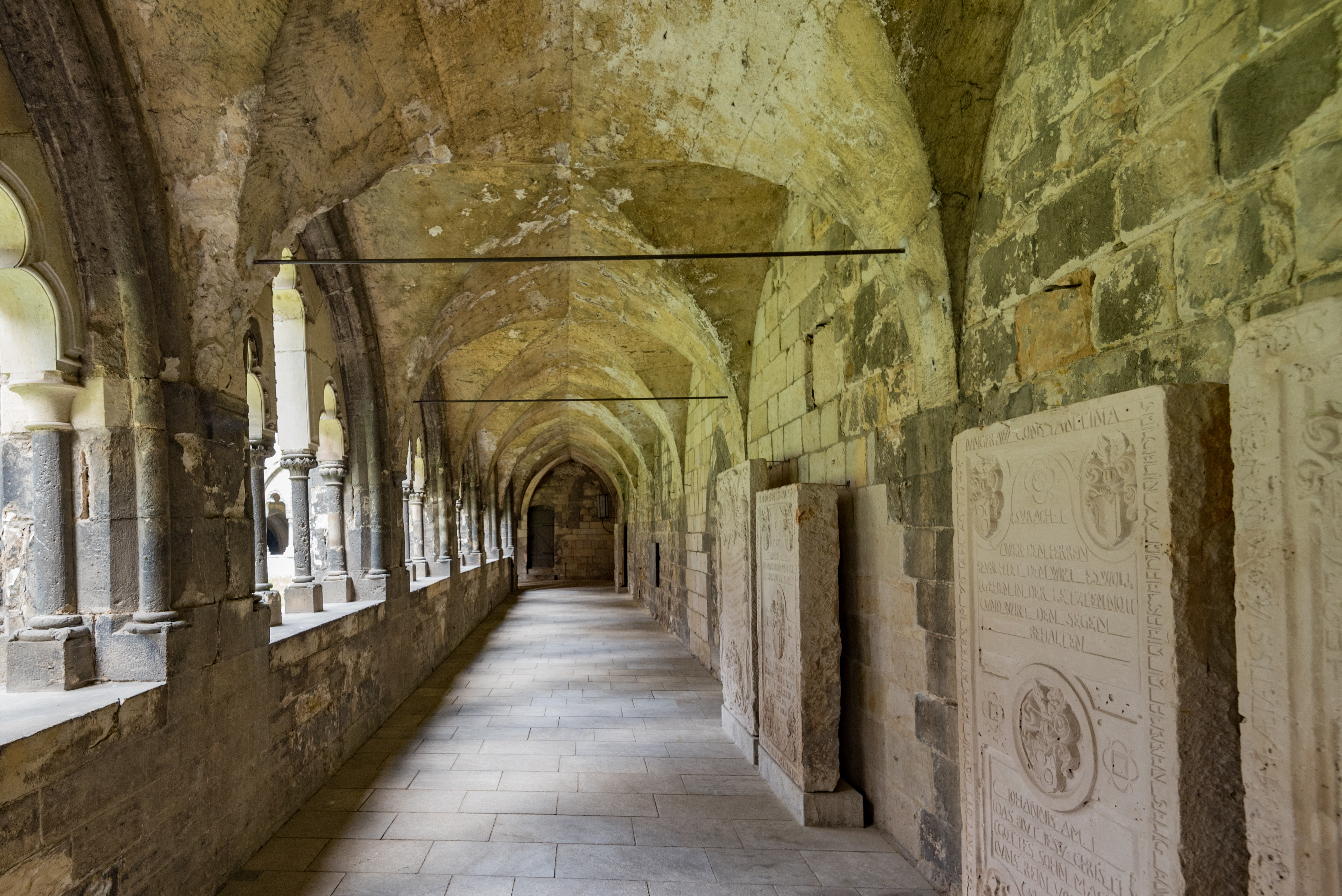
Blick in den Kreuzgang des Doms zu Halberstadt mit Grabplatten

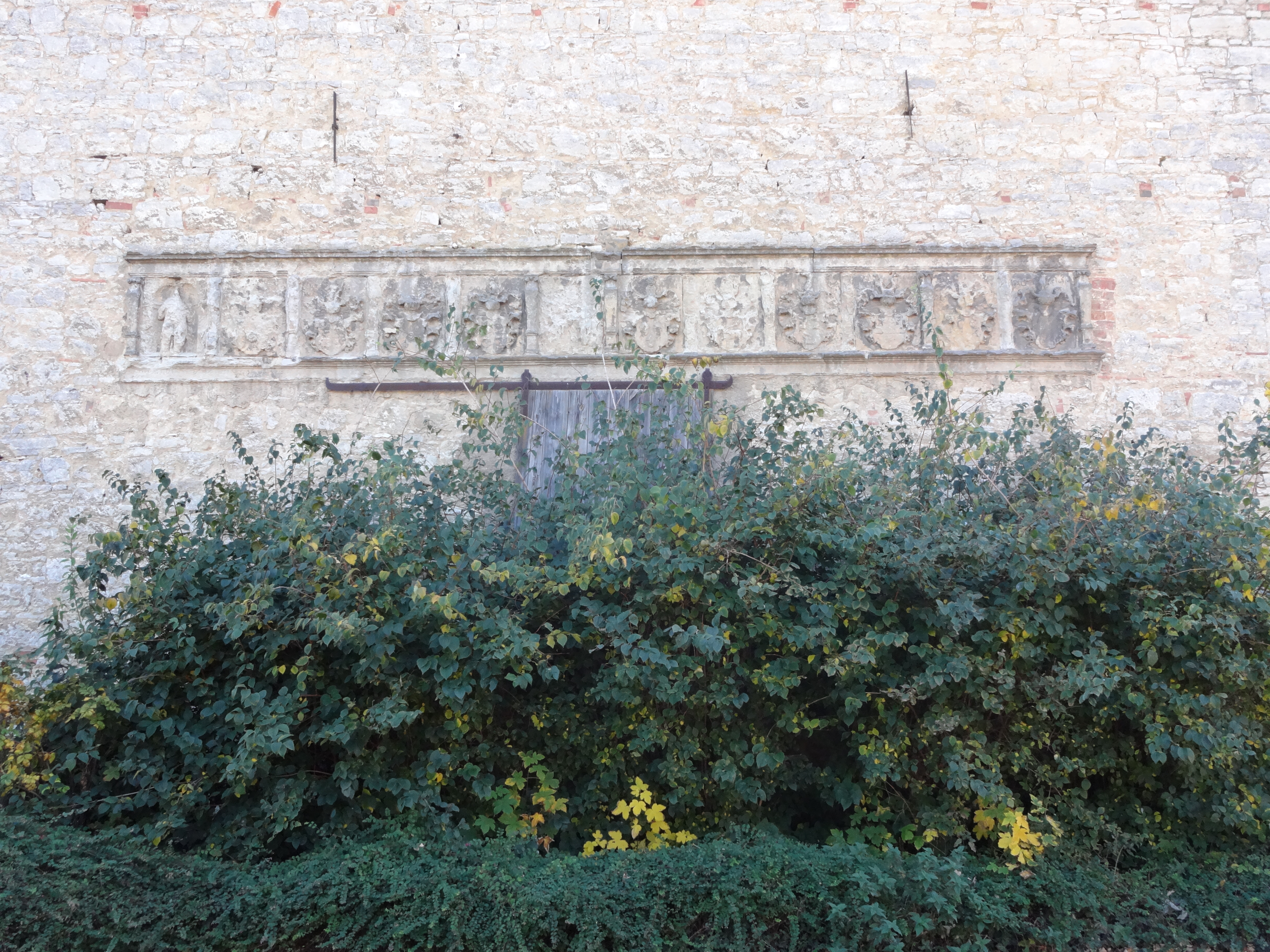
Wappen Vitzthum von Eckstedts an der Burg Zilly

Die 1641 anlässlich seiner feierlichen Beisetzung im Dom zu Halberstadt gehaltene Leichenpredigt erschien in Druck.
Sein gleichnamiger Sohn wurde 1628 geboren und wie der Vater Domherr in Naumburg. Dort starb er als Dompropst 1701.

## Grabplatte und Wappenstein
Die wappengeschmückte Grabplatte von Johann Georg Vitzthum von Eckstedt befindet sich an der Nordwand des Kreuzganges im Halberstädter Dom.
Das verwitterte Wappen des Vitzthum von Eckstedt hat seinen Platz noch heute an der Burg Zilly.